# Pseudoyersinia salvinae
Pseudoyersinia salvinae är en bönsyrseart som beskrevs av Atilio Lombardo 1986. Pseudoyersinia salvinae ingår i släktet Pseudoyersinia och familjen Mantidae. Inga underarter finns listade i Catalogue of Life.